# Foxhole Pond
Der Foxhole Pond ist ein See südwestlich von Crawley in West Sussex, England.
Der See hat zwei unbenannte kurze Zuflüsse im Süden. Der Bewbush Brook bildet seinen Abfluss im Norden.